# 임종석
임종석(任鍾晳, 1966년 4월 24일~)은 대한민국의 정치인이다. 제16·17대 국회의원, 서울특별시 정무부시장, 문재인 정부의 초대 대통령비서실장, 아랍에미리트 특임 외교특별보좌관 등을 역임하였다. 2020년 7월 3일 외교안보특별보좌관에 임명되었다.

## 생애
한양대학교 2학년 때 《소리개벽-1987년 설립》이라는 민중가요 노래동아리에 가입하면서 학생운동을 시작했으며, 한양대학교 총학생회장을 지내던 1989년 전대협 의장을 맡으면서 노태우 정부에 대한 학생시위 주도와 임수경 방북 사건으로 인해 구속되었다. 
1993년 석방된 이후 청년정보센터를 창립, 청년시민운동을 주도하였다. 2000년 김대중 전 대통령의 ‘젊은피 수혈론’에 따라 새천년민주당에 입당하면서, 정계에 투신해 그해 16대 총선에서 서울 성동구에 입후보하여 한나라당의 4선 의원이었던 이세기를 꺾으며 처음으로 원내에 입성했다.
박원순 캠프에서 활동하였으며, 2014년 6월부터 2015년 12월까지 서울특별시 정무부시장을 지냈다.
2017년 5월 문재인 정부 출범과 함께 첫 대통령비서실장에 임명되었으며, 2018년에는 남북정상회담 준비위원장을 맡기도 하였다. 2019년 1월까지 대통령비서실장 업무를 수행했다. 퇴임으로부터 12일 후, 신설된 직위인 아랍에미리트 특임 외교특별보좌관에 위촉되었다.

## 학력
- 1979년: 서울묵동국민학교 졸업
- 1982년: 태릉중학교 졸업
- 1985년: 용문고등학교 졸업
- 1986년: 한양대학교 무기재료공학과 입학
- 1995년: 한양대학교 무기재료공학과 졸업

## 경력
- 1987년~1989년: 한양대학교 동아리 소리개벽 가입 및 활동
- 1989년: 한양대학교 총학생회장
- 1989년: 전대협 3기 의장
- 1991년: 임수경 방북 사건으로 구속
- 1994년: 청년정보문화센터 창립
- 1999년: 새천년민주당 창당준비위원
- 2000년 5월 ~ 2004년 5월: 제16대 국회의원(서울 성동구, 새천년민주당→무소속→열린우리당, 초선)
- 2004년 5월 ~ 2008년 5월: 제17대 국회의원(서울 성동구 을, 열린우리당→대통합민주신당→통합민주당, 재선)
- 2004년: 열린우리당 원내대변인
- 2007년 ~ 2008년: 대통합민주신당 원내수석부대표
- 2008년: 통합민주당 원내수석부대표
- 2008년: 통합민주당 서울 성동구 을 당협위원장
- 2011년 ~ 2012년: 초대 민주통합당 사무총장
- 2013년: 박원순 서울특별시장 캠프 총괄팀장
- 2014년 6월 ~ 2015년 12월: 제47대 서울특별시 정무부시장
- 2016년 1월 ~ 2016년 3월: 제20대 국회의원 선거 서울 은평구 을 더불어민주당 국회의원 예비후보
- 2017년 5월 ~ 2019년 1월: 제35대 대통령비서실장
- 남북정상회담 준비위원회 위원장
- 2019년 1월 ~ 2020년 7월: 대통령비서실 아랍에미리트 특임 외교특별보좌관
- 2020년 6월 ~ : (사)남북경제문화협력재단 이사장
- 2020년 7월 ~ 2022년 5월: 대통령비서실 외교안보특별보좌관
- 2023년 12월~2024년 2월: 제22대 국회의원 선거 서울 중구·성동구 갑 더불어민주당 국회의원 예비후보
- 2025년 5월~2025년 6월: 제21대 대통령 선거 더불어민주당 이재명 대통령 후보 진짜 대한민국 선거대책위원회 평화번영위원회 위원장

## 폭력 시위 주도 및 국가보안법 위반
1989년 2월 13일 경 임종석은 여의도 국회의사당 앞의 광장에서 전국각지의 농민과 학생 등 12,000 여명을 집결시켜 '수세 폐지 및 고추 전량 수매를 위한 전국농민대회'를 개최하였다. 이들은 머리띠를 두르고 각목 및 죽창 300여 개와 화염병 등을 소지하였으며, 임종석은 길이 2-3미터의 죽창과 죽봉을 든 40여 명의 농민들이 연단을 경호하는 가운데 “노동자와 농민이 농산물 제값받기와 노동자 임금투쟁을 연계함으로써 민중해방이 이루어진다”는 등의 연설을 하며 농산물 값 인상과 노동자 임금 인상을 선동하였다(집회및시위에관한법률위반, 폭력행위등처벌에관한법률위반, 화염병사용등의처벌에 관한 법률위반). 집회 참가자 10,000여명은 국회의사당 쪽으로 진출하였고, 경찰이 이를 저지하자 죽창과 죽봉을 휘둘렀으며, 노상에 주차된 차량 8대에 불을 지르거나 화염병을 투척하는 등 폭력을 휘둘러 경찰관 106명에게 1주에서 3개월까지의 치료를 요하는 상해(특수공무집행방해치상방조)를 가하였다.
1989년 2월 15일 경찰은 여의도 농민 폭력 시위를 주도한 혐의(폭력행위등처벌에관한법률위반)으로 임종석을 지명수배하였다.
1989년 3월 12일 서울지방검찰청 공안부는 임종석의 사전구속영장을 발부받았다.
1989년 4월 28일 임종석은 판문점 중립국 감독위원회 회의실에 나와 대기 중이던 남북청년학생실무회담 북한(조선민주주의인민공화국) 측 대표단 11명과 회합하기 위하여 전대협 축전 실무회담 대표 김상국 등 대학생 19명을 판문점 방향으로 보냈다. 그러나 12시 20분 경 서울 마포구 상암동 소재 난지도 검문소에서 경찰의 검문에 의해 검거됨으로써 미수에 그쳤다(국가보안법 상 회합미수)
임종석은 북한이 1988년 서울 올림픽을 본 뒤 체제 선전 효과로 이용하기 위해 1989년 7월 1일부터 1주일 동안 제13차 세계청년학생축전을 개최하자 이를 준비하기 위해 전대협 산하에 ‘평양집회준비위원회’를 만들었고(국가보안법 상 이적단체구성), 1989년 6월 24일 오전 11시 경 전대협 사무실에서 오스트리아 빈에 체류 중인 북한 조선학생위원회 부위원장 이찬, 사로청 부위원장겸 조직부장 김문현, 평양축전 준비위원회 기기국 부국장 허창조 등이 걸어 온 국제전화를 받고 약 30분 동안 전대협의 평양집회 참가방법과 대정부투쟁 문제, 공동선언 채택 및 상호연락 방법 등에 관해 논의했다(국가보안법 상 통신·연락).
1989년 6월 25일, 임종석은 1989년 6월 21일에 이미 일본으로 출국하여 있던 임수경에게 ‘명동성당농성지원금’ 250만원을 보내라 지시했고, 그 후부터 임수경은 북한 공작원 이영준의 안내에 따라 모스크바를 거쳐 평양에 도착하였다. 이후 임수경은 1989년 7월 7일 오후 12시 경 북한 평양 모란봉 청년 야외극장에서 “조국의 자주적 평화통일에 관한 남북청년학생공동선언문”에 북조선학생위원장 김창룡과 함께 전대협과 조선학생위원회 공동명의로 서명하였는데, 이는 휴전협정의 평화협정으로의 대체, 주한미군철수, 남북불가침선언 채택, 남북 교차승인 및 유엔동시가입 반대, 연방제 통일 등 북한의 노선에 동조하는 내용이다(국가보안법 상 탈출·잠입·동조).
1989년 6월 28일 15시 20분 경 임종석은 한양대학교에서 전대협 중앙위원 및 전대협 소속 대학생 1,000여 명을 집결시켜 “평양축전참가를 위한 범국민 진군대회”를 개최하고, 20시 경에는 같은 장소에서 대학생 1,800여명을 집결시켜 “제13차 평양축전 참가를 위한 전야제”를 개최하였다. 임종석은 행사장 주변에 “백두에 피뿌려진 진달래 가슴안고 통일의 화신이 되어 총 진군하라”, “ 평양축전 참가 성사로 조국통일 앞당기자” 등의 플래카드를 게시하고, 집회 참가자들에는 “제13차 평양축전 파쇼정권은 폭력으로 저지하고 있다, 우리 청년학도들은 평양집회 참가를 위한 범국민 진군대회 성사를 위해 한양대 집회를 사수하자”는 등의 연설을 하였으며(국가보안법 상 찬양·고무등), 정문으로 이동하여 가두진출을 기도하면서 이를 저지하는 경찰관들에게 화염병 1,800여 개와 돌을 투척하게 하여 수경 등 경찰관 25명에게 안면부 타박상 등을 가하게 하였다.(집회및시위에관한법률위반, 폭력행위등처벌에관한법률위반, 화염병사용등의처벌에 관한 법률위반, 특수공무집행방해치상방조) 1989년 6월 30일 13시 45분 경에는 같은 장소에서 전대협 소속 대학생 2,800여명을 참가시켜 평양집회를 미화·선전하고 찬양하였으며(국가보안법 상 찬양·고무등), 집단적인 폭행, 협박, 손괴, 방화 등을 가하였다(집회및시위에관한법률위반, 폭력행위등처벌에관한법률위반, 화염병사용등의처벌에 관한 법률위반, 특수공무집행방해치상방조).
1989년 10월 13일 06시 30분 경 임종석은 사제폭탄, 사과탄, 쇠파이프, 명도칼 등을 소지하고 서울특별시 중구 정동에 소재한 미국 대사관저의 담을 넘어 침입하였다. 이후 경비실에 사과탄 1개, 사제폭탄 1개를 각 투척하고, 쇠파이프로 유리창 수 장을 파괴하고, 대사관 본관으로 몰려가 사제 폭탄 1개를 투척하고, 쇠파이프로 유리창 꽃병 도자기 피아노 전화기 등을 부숴뜨리고, 바닥 카페트에 신나를 뿌린 채 점거 농성을 하였다. 또한 현장에 경찰관들에게도 사제폭탄 3개, 사과탄 1개, 돌 수개를 투척하고 경찰관들에 쇠 파이프를 휘둘렀다. 임종석은 허가를 받지 않은 채 화약류를 사용하고, 화염병을 제조 운반하여 경찰관 2명에게 각 전치 5일의 화상 등을 입게 하였으며, 미국 대사관저에 24,153,500 원 상당의 손괴를 입혔다.
1989년 11월 8일 06시 50분 경 임종석과 다른 45명은 화염병 앵글 등을 준비한 후 서울특별시 송파구 가락동 소재 민정당 중앙정치연수원에 도착하였다. 이들은 쇠파이프, 철재앵글 등을 나누어 소지한 후 연수원 정문 등으로 들어가 경비 경찰관들에 화염병 수십 개를 투척하였다. 임종석은 민정당 중앙정치연수원에 위력으로 침입하여 식당 유리창 파괴, 의자 28개 식탁 6개 등 도합 13종 시가 합계 5,091,700원 상당의 재물을 손괴하고, 의경 및 경비경찰 9명에게 상해를 입혔다.
경찰은 1989년 12월 18일~20일 사이 서울 경희대학교에서 임종석이 성명 발표를 추진하고 있다는 첩보를 입수했고, 12월 18일 오전 7시 40분 경 가스총과 전자봉으로 무장한 특공조 및 대공과 직원 12명 등 22명의 사복 경찰을 승용차 8대에 나누어 경희대학교에 투입했다. 1989년 12월 18일 오전 8시 15분 경 서울청량리경찰서는 호위 학생 5명과 함께 경희대학교 학생회관 건물 계단을 내려오는 임종석을 발견, 검거해 구속을 집행했다. 임종석은 청량리경찰서에서 약 1시간 동안 조사를 받은 뒤 오전 9시 50분 경 서울 장안동의 서울지방경찰청 공안분실로 인계되었다.
1990년 9월 17일 특수공무집행방해치상방조, 국가보안법위반(기타), 폭력행위등처벌에관한법률위반, 폭력행위등처벌에관한법률위반방조, 집회및시위에관한법률위반, 화염병사용등의처벌에관한법률위반, 화염병사용등의처벌에관한법률위반방조, 총포·도검·화약류등단속법위반방조 죄로 징역 5년, 자격정지 5년 형을 선고받았다.
1990년 12월 26일 대법원 형사1부(주심 윤관 대법관)은 임종석의 상고를 기각해 징역 5년, 자격정지 5년을 선고한 원심판결을 확정했으나 1993년 가석방 되었고, 1999년 사면복권되었다.

## 논란

### 주사파 논란에 대한 임종석의 입장
- 1989년 언론과의 인터뷰에서 임종석 당시 전대협 의장은 전대협의 핵심 간부들이 김일성의 주체사상을 지지하는 주사파라는 지적에 대해 “전대협이 지향하는 이념은 자주 민주 통일이며 북한의 주체사상은 결코 전대협의 지도 이념이 될 수 없다”고 선을 그었다.[18]
- 임종석 당시 의장은 “전대협이 북한에 대해 비판을 하지 않고 있는 것과 마찬가지로, 전대협은 북한을 찬양한 적도 없었다. 전대협이 반공 이데올로기에서 벗어나 북한을 객관적으로 바라보려고 하는 것은 사실이나 정부가 주장하듯 북한을 일방적으로 찬양하는 이적단체는 아니다”라고 말했다.[19]
- 2018년 5월 언론보도에 따르면 임종석 당시 청와대 대통령 비서실장은 자신을 ‘주사파’라고 부른 우익 논객 지만원을 2017년 말 고소한 사실이 알려졌다.[20]
- 임종석 당시 청와대 대통령 비서실장은 2017년 11월 국회 운영위원회 국정감사에서 전희경 자유한국당 의원 등의 '주사파' 공세에 대해 "매우 모욕감을 느낀다" "그게 질의입니까" 등 강한 유감을 표한 바 있다.[21]

### 대통령비서실장 월권 논란
- 2018년 3월 남북정상회담 준비위원장에 임명된 것을 두고 '부통령급', '국무총리급' 비서실장이라는 평가가 나온 바 있으며, "청와대가 힘이 센 건 부인할 수 없지만 비서실은 대통령 보좌라는 비서의 직분에 충실해야 한다. 그런데 통일부, 외교부 등 주무부처를 제치고 청와대 비서실장을 남북정상회담 준비위원장에 앉힌 건 임 실장을 부통령급으로 인식하게 만들 소지가 있다"는 지적이 나오기도 하였다.[22]
- 문재인 정부의 10차 개헌안 발표 이후, 원로 헌법학자인 허영 경희대 석좌교수는 정부의 헌법개정안 준비 과정에 대해 "청와대 비서실이 아닌 국무회의 중심으로 이뤄졌어야 했다"고 지적했다. 또한 국무총리 선출 방식에 대해서는 "문 대통령도 취임 전에 국무총리에게 실질적 권한을 주겠다고 했지만 그러지 못하고 있다. 대통령비서실장만도 못한 권한을 행사하고 있다."고 답변했다.[23]
- 2018년 10월경 서훈 국가정보원장·정경두 국방부 장관·조명균 통일부 장관을 대동해 DMZ를 시찰하고, 이후 지난 26일에는 청와대 공식 홈페이지 첫 화면에 임 실장의 내레이션을 실은 방문 영상을 올렸다. 이를 두고 손학규 바른미래당 대표가 임종석 실장을 차지철 전 경호실장과 최순실 씨에 비유하며 "비서실장은 나서는 자리가 아니다. 자기정치를 하려거든 비서실장 자리에서 내려오라"라고 비판한 바 있다.[24]

### 군사기밀 유출
2018년 10월 DMZ 시찰 이후 청와대 홈페이지에 방문 영상을 올렸는데, 해당 영상에 비무장지대 안 감시초소(GP)로 들어가는 우리 측 통문의 고유 번호 및 위치 등 군 정보가 들어있어서 보안 정보가 유출되었다. 국방보안업무 훈령에서 경계 상태를 드러내는 내용은 촬영을 금지하고 있다. 또한 당시 청와대는 "북한 GP 초소와 국군의 무기류, 통문 숫자는 공개하지 말아달라"고 언론에 요청한 바 있었으나 정작 청와대가 이를 지키지 않았다.
이언주 바른미래당 의원은 이를 '국기문란 행위'로 규정하고 "어떻게 해서 이런 국기문란 행위가 가능했고, 보안 정보들이 통제되지 않았는지를 확인하고 임 실장에게 책임을 물어 해임해야 한다"고 비판했으며, 또한 "우리 국민들은 그의 과거 주사파 경력 때문에 그가 대북문제와 안보에 깊이 관여하는 것을 매우 불안해한다"고 지적하였다.
청와대는 영상에서 문제가 되었던 부분을 모자이크 처리한 뒤, 유튜브 댓글을 통해 "동영상에 비공개 대상이 일부 노출된 것으로 확인돼 해당 부분을 수정했다. 면밀하게 살피지 못한 점에 대해 사과드린다"고 밝혔다.

## 같이 보기
- 임수경
- 세계청년학생축전
- 전국대학생대표자협의회
- 개성공업지구 지원에 관한 법률안이 2007. 3. 6. 제265회 국회에서 임종석의원등 50인에 의해 발의, 통과되어 개성공단이 만들어졌다.
- 서울 성동구의 국회의원
- 성동구 (2000년 선거구)
- 성동구 을 (2004년 선거구)
- 대한민국의 대통령비서실장
- 서울특별시 부시장

## 출연작
- 2000년 KBS 《VJ특공대》 1회 - 초보 국회의원의 24시간

## 역대 선거 결과
|  | 48.39% |

|  | 49.61% |

|  | 46.67% |

## 소속 정당
| 소속 정당 | 소속 정당      | 소속 기간 | 비고      |
| --------- | -------------- | --------- | --------- |
|           | 새정치국민회의 | 1999~2000 | 정계 입문 |
|           | 새천년민주당   | 2000~2003 | 합당      |
|           | 무소속         | 2003      | 탈당      |
|           | 열린우리당     | 2003~2007 | 창당      |
|           | 무소속         | 2007      | 탈당      |
|           | 대통합민주신당 | 2007~2008 | 합당      |
|           | 통합민주당     | 2008      | 합당      |
|           | 민주당         | 2008~2011 | 당명 변경 |
|           | 민주통합당     | 2011~2013 | 합당      |
|           | 민주당         | 2013~2014 | 당명 변경 |
|           | 새정치민주연합 | 2014      | 합당      |
|           | 무소속         | 2014~2015 | 탈당      |
|           | 새정치민주연합 | 2015      | 복당      |
|           | 더불어민주당   | 2015~2017 | 당명 변경 |
|           | 무소속         | 2017~2019 | 탈당      |
|           | 더불어민주당   | 2019~현재 | 복당      |